# Bieriezniak (obwód kurski)
Bieriezniak (ros. Березняк) – osiedle typu wiejskiego w zachodniej Rosji, w sielsowiecie salnowskim rejonu chomutowskiego w obwodzie kurskim.

## Geografia
Miejscowość położona jest w pobliżu rzeki Niemieda, 3 km od centrum administracyjnego sielsowietu salnowskiego (Salnoje), 8,5 km od centrum administracyjnego rejonu (Chomutowka), 123 km od Kurska.
W granicach miejscowości znajduje się ulica Jagodnaja (14 domostw).

## Demografia
W 2010 r. miejscowość zamieszkiwało 16 osób.